# ویش کورپوریشن
ویش کورپوریشن (انگلیسی: Wish Corporation) شرکت فناوری اطلاعات آمریکایی است، که در سال ۲۰۱۰ توسط پیوتر اسزولسزوسکی تأسیس شد.